# Обиточная коса
Обито́чная коса́ (укр. Обитічна коса) — песчаная коса на северном берегу Азовского моря. Вдаётся в море на 30 км между Обиточным и Бердянским заливами. Сложена песками и ракушечником. Образована наносами реки Обиточной. Ограничивает залив Обиточный с востока. Эта низкая коса покрыта травой. Западный берег косы изрезан, в него вдаётся несколько бухт. Напротив средней части западного берега косы лежит группа поросших камышом островов. Дно в основном — ракушки или песок с ракушкой.
Западный берег косы низкий, окаймлённый отмелью с глубинами менее 5 м и шириной 4 км, за исключением южной части косы, где ширина отмели около 500 м.
В северной и южной частях косы имеются селения. По состоянию на 2020 год, в этом районе находится страусиная ферма и несколько домиков для отдыха.
В 1920-х годах коса входила в систему новообразованных заповедников.
В 1995 году Обиточная коса и Обиточный залив были включены в перечень водно-болотных угодий международного значения, подпадающих под действие Рамсарской конвенции.
15 сентября 1920 года вблизи Обиточной косы состоялось морское сражение между красной и белой флотилиями.